# Educació cívica
L'educació cívica o educació per a la ciutadania s'imparteix a les escoles, com una assignatura acadèmica semblant a la política o la sociologia. Es coneix amb diferents noms a diferents països, per exemple, "educació per a la ciutadania" (o només "ciutadania" per abreujar) al Regne Unit, "cívica" als EUA i "educació per a la ciutadania democràtica" a algunes parts d'Europa. Els diferents noms de l'assignatura es reflecteixen en els diferents enfocaments de l'educació per a la ciutadania que s'adopten als diferents països. Sovint són una conseqüència de l'evolució històrica i política única dels diferents països.
En molts països, l'ensenyament se centra en la ciutadania activa. El propòsit de la "ciutadania activa" és ensenyar als estudiants a treballar junts i a dur a terme accions pràctiques, utilitzant el seu coneixement i comprensió de ciutadania per contribuir a una societat millor. Per exemple, després d'aprendre sobre els drets humans, la diversitat i la desigualtat, els estudiants podrien decidir crear un projecte per abordar el racisme a la seva escola o comunitat local. Altres exemples de projectes de ciutadania activa inclouen l'inici de programes de reciclatge, la creació de grups d'acció estudiantil per abordar l'assetjament escolar o promoure el comerç just o fer campanyes per reduir l'edat de votar fins als 16 anys.

## Civisme
Civisme és l'estudi dels drets i obligacions dels ciutadans en la societat. El terme deriva de la paraula llatina civicus, que significa "relatiu a un ciutadà". El terme es refereix al comportament que afecta altres ciutadans, especialment en el context del desenvolupament urbà.
Estudia els aspectes teòrics, polítics i pràctics de la ciutadania, així com dels seus drets i deures. Inclou l'estudi del dret civil i els codis civils, i l'estudi del govern amb atenció al paper dels ciutadans, en contraposició als factors externs, en el funcionament i la supervisió del govern.
El terme cívica també pot referir-se a una corona civica, una garlanda de fulles de roure que es portaven al cap com una corona, una pràctica a l'antiga Roma en què algú que va salvar a un altre ciutadà romà de la mort en guerra era recompensat amb una corona civica i el dret a portar-lo.